# Ceriana conopsoides

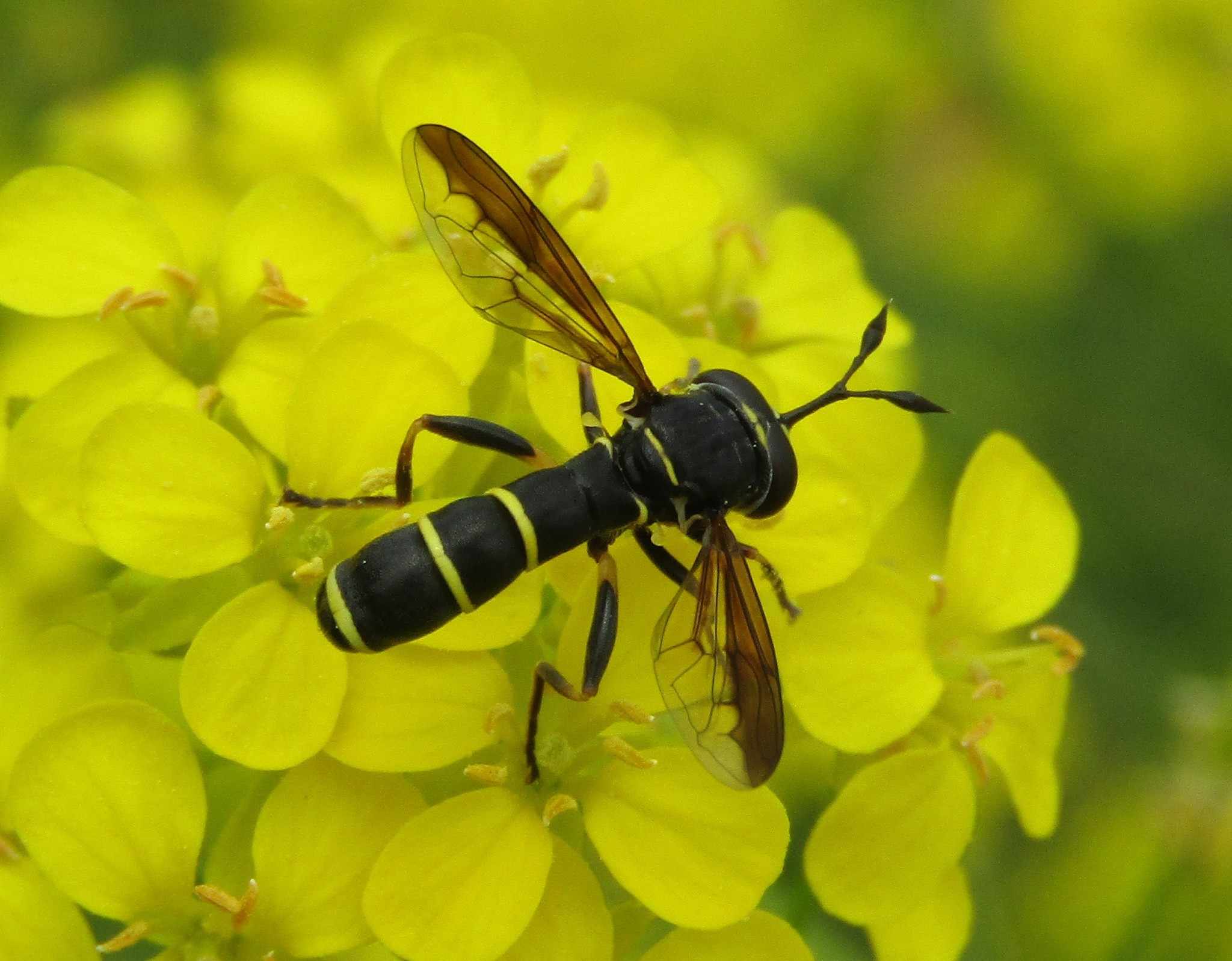
Ceriana conopsoides ♂

Ceriana conopsoides ist eine Fliege aus der Familie der Schwebfliegen (Syrphidae). Die Schwebfliegenart nutzt ähnlich den Blasenkopffliegen eine Wespen-Mimikry. Die Art wurde 1758 von Carl von Linné als Musca conopsoides erstmals beschrieben. Das lateinische Art-Epitheton conopsoides setzt sich zusammen aus Conops, dem Namen einer Gattung der Blasenkopffliegen, und dem Suffix oides
mit der Bedeutung „ähnlich“ bzw. „so wie“.

## Merkmale
Die weiblichen Fliegen erreichen eine Körperlänge von 10–16 mm, die Männchen sind gewöhnlich kürzer mit 9–14 mm. Die überwiegend schwarz gefärbten Fliegen besitzen eine gelbe Zeichnung. Das Gesicht sowie der Hinterkopf sind gelb. Auf dem Pronotum befindet sich an den vorderen Ecken jeweils ein gelber Fleck. Das Scutellum ist an der Basis gelb gefärbt. Über den Hinterleib verlaufen drei schmale gelbe Querbinden. Die schwarzen dreigliedrigen Fühler befinden sich auf einem Fortsatz der Stirn. Die Femora und Tibien sind an der Basis blassgelb gefärbt. Ansonsten sind die Beine schwarz. Die Flügel besitzen eine feine dunkle Aderung. Über die vordere Hälfte der Flügel erstreckt sich ein bräunlicher Bereich. Das wespenähnliche Aussehen ist ein Beispiel für Mimikry. Bei den Männchen berühren sich die Facettenaugen auf der Stirn, während diese bei den Weibchen voneinander getrennt sind.

## Verbreitung
Die Schwebfliegenart ist in der Paläarktis weit verbreitet. Ihr Vorkommen reicht vom südlichen Fennoskandinavien im Norden bis in den Mittelmeerraum und auf die Iberische Halbinsel, Sardinien und Kreta. Auf den Britischen Inseln gibt es nur historische Beobachtungen aus dem frühen 19. Jahrhundert. Nach Osten erstreckt sich das Vorkommen über Sibirien bis nach China. In Westeuropa ist die Art offenbar im Rückzug begriffen und besonders selten.

## Lebensweise
Die Schwebfliegen beobachtet man von April bis Oktober. Ältere Laub- und Mischwälder bilden ihren typischen Lebensraum. Die Schwebfliegen besuchen u. a. krautige Pflanzen wie Doldenblütler, Kratzdisteln, Labkraut und Wolfsmilch, aber auch blühende Gehölze wie Weißdorne, Eberesche, Holunder und Pfaffenhütchen. Die Larven entwickeln sich in feuchten Mulmhöhlen alter Laubbäume, darunter Ulme, Pappel und Eiche, wo sie sich von den Saftflüssen der Bäume ernähren.

## Verwechslungsarten
Es gibt in Europa folgende Verwechslungsarten:
- Ceriana vespiformis – das Scutellum ist vollständig gelb, die Beine sind überwiegend gelb oder gelbrot; die Art kommt (bisher) nur im südlichen Europa vor
- Sphiximorpha subsessilis – kein Stirnfortsatz, die Fühlerbasis liegt direkt am Kopf